# Hrvoje Vukčić Hrvatinić

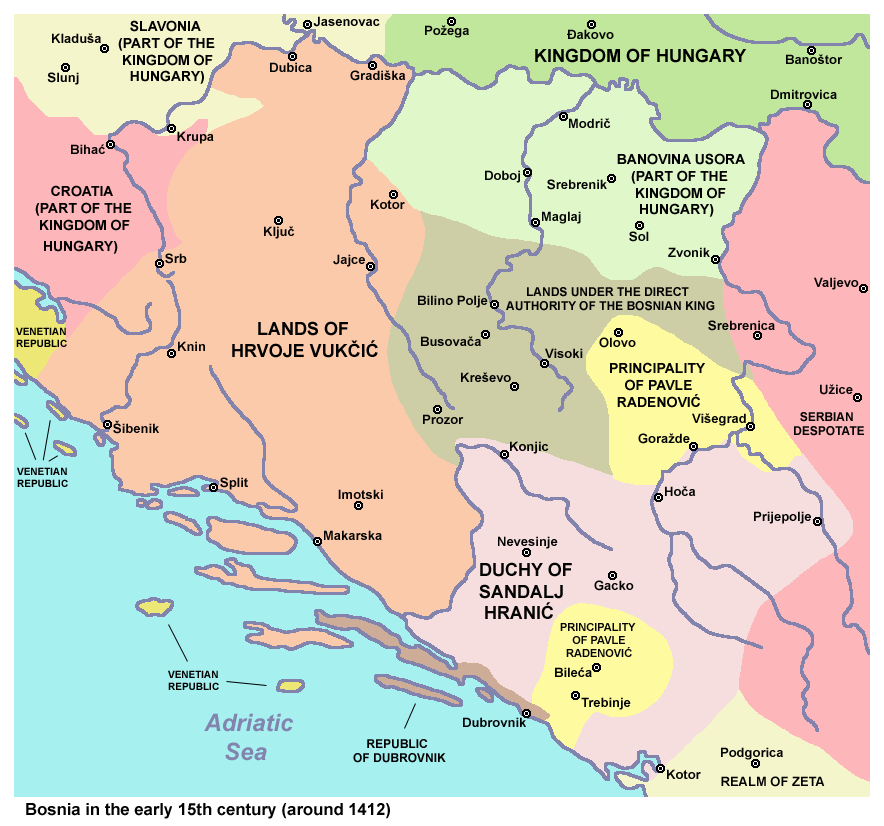

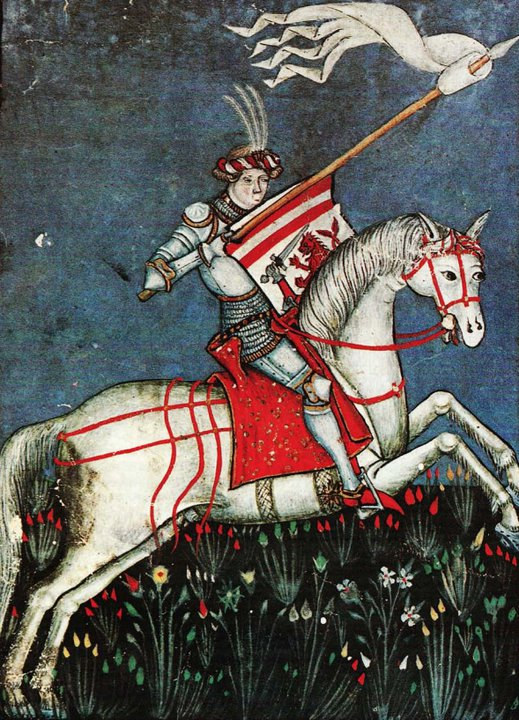
Hrvoje Vukčić Hrvatinić med ättens vapensköld.

Hrvoje Vukčić Hrvatinić, född cirka 1350 död 1416, var furste av Donji Kraji i västra Bosnien och senare storhertig av Kungariket Bosnien. Efter att allierat sig med Ladislaus the Magnanimous mot Sigismund av Ungern fick han titlar som ban av Dalmatien och Kroatien och hertig av Split. Vukčić tillhörde den bosniske adelsätten Hrvatinić. Hans maktpolitiska spel gjorde honom till den överlägset starkaste bland de tre främsta feodala adelsfamiljerna i medeltidens Bosnien och han regerade, om dock inte officiellt, med totalt självstyre.
Vukčić var den äldste sonen till Vukac Hrvatinić som hade ytterligare tre söner. Hans mor var Katarina, syster till Bosniens ban monarken Stephen II Kotromanic. Vukčić omnämns första gången år 1376 som furste och riddare under den ungerske kungen Ludvig I av Ungerns regeringstid. Då styrde han området Donji Kraji i centrala och västra Bosnien.
Vukčić dubbades till hertig av kung Tvrtko Kotromanić av Bosnien år 1380, vilken gav honom ett säte i Lašva.
Han lät finansiera Hrvoje Missal och Hval Zbornik, liturgiska böcker av Bosniska heterodoxa Kyrkan.
Hrvoje var anklagad för att vara pataren (kättare).
Från arkivet i i Zadar finner man en källa som skriver om honom:  ”Hertigen av KUNGARIKET BOSNIEN, vars namn är Hrvoje, har anlänt, storhertigen och den mäktigaste i detta rike. Han var den främsta anledningen till att kungariket Dalmatien och alla delar av Slavonien ställde sig på kung Ladislaus sida. Hrvoje väntar Ladislaus med ett stort sällskap. Förresten, den mannen är PATAREN, men det görs, att herr kardinal bekräftar honom med kristus och för honom till ljuset av sann frälsning.”
Hrvoje blev aldrig katolik. Han dog som ”pataren”, medlem av den Bosniska Kyrkan.